# John Thompson Whitaker
John Thompson Whitaker (Chattanooga, Tennessee, 25 de enero de 1906 - ib. 11 de septiembre de 1946), conocido también como John T. Whitaker, fue un periodista y escritor estadounidense, corresponsal destacado de varios periódicos norteamericanos en distintas partes del mundo. 

## Formación e inicios
Fue el primer hijo del matrimonio compuesto por Lawson Spires y Thulie Thompson. Se formó como periodista en la Universidad del Sur, en Sewanee, y comenzó su carrera como reportero en el Chattanooga News. Se incorporó después al New York Herald Tribune, donde fue enviado como corresponsal a Ginebra (Suiza), de 1931 a 1935, para informar desde la Sociedad de Naciones.

## Corresponsal de guerra
A principios de 1936 cubrió la Guerra de Etiopía, colaborando también con la CBS, acompañando a las tropas italianas, lo que incluso le valió una condecoración del gobierno de Mussolini por el reportaje que realizó.
Poco después fue asignado por su diario a España, donde, coincidiendo con su colega y amigo Jay Allen, del Chicago Tribune, cubrió la guerra civil española, donde fue testigo directo de varias atrocidades y, tras uno de los sucesos más sangrientos de toda la contienda, la masacre de Badajoz, consiguió entrevistarse con el responsable del suceso, el general Yagüe, quien, a su pregunta sobre si era cierto que habían fusilado a unas 4000 personas, respondió:

-Claro que los fusilamos. ¿Qué esperaba? ¿Suponía que iba a llevar 4000 rojos conmigo mientras mi columna avanzaba contrarreloj? ¿Suponía que iba a dejarles sueltos a mi espalda y dejar que volvieran a edificar una Badajoz roja?.

Esta entrevista se convirtió en toda una confesión, utilizada por historiadores como Paul Preston para obras posteriores. El mismo Preston también describió las quejas de Whitaker ante el oficial marroquí sublevado Mohammed ben Mizzian en Navalcarnero, quien condujo a dos jóvenes menores de veinte años a un edificio donde unos cuarenta soldados moros iban a violarlas; Ben Mizzian, tras la protesta del periodista, le respondió sonriendo: «No vivirán más de cuatro horas».
Tras ser testigo del Asedio del Alcázar, fue sometido a un gran hostigamiento por el oficial de prensa del bando sublevado, Gonzalo de Aguilera (quien después de realizarle unas declaraciones en las que señalaba que debían "-matar a todos los rojos para extirpar el virus bolchevique y librar a España de ratas y piojos"  llegó a amenazarlo de muerte), y abandonó el país en 1937.
Se incorporó al Chicago Daily News, y entre 1938 y 1939 ejerció como corresponsal en Sudamérica, donde informó sobre la Conferencia Panamericana de Lima,en Perú, entre otros eventos. Esta experiencia le sirvió para escribir Americas to the South (La América del Sur).
Se trasladó de nuevo a Europa a mediados de 1939, con motivo de la Segunda Guerra Mundial, trabajando para el Chicago Daily News y el New York Post. Se estableció en Roma, desde donde informó de la guerra y de las actividades del fascismo. Demócrata convencido, sus artículos criticando las atrocidades de los regímenes de Mussolini y Hitler incomodaron al régimen fascista y, en 1941 le ordenaron abandonar Italia. Whitaker protestó exigiendo una expulsión formal, y se le dieron diez días de plazo. Era el tercer corresponsal del Daily News expulsado en dos años, por lo que el diario informó que no enviaría corresponsal a Roma, por primera vez en 30 años, en medida de protesta. Como otros muchos corresponsales extranjeros, se vio obligado a salir del país. Whitaker había escrito:

"Por ahora, algo más que el sentido común ha sido destruido por la pluma envenenada de Goebbels y los negros planes de Himmler (...) Italia, en definitiva, es Alemania, y su pueblo debe estar preparado para la declaración de guerra de Hitler (...) si América comienza a ayudar a Gran Bretaña, será decisivo para que los convoys de armamento lleguen a los puertos británicos".

En Estados Unidos fue considerado uno de los corresponsales de mayor credibilidad en los años que ejerció como reportero. Siguió colaborando con prensa escrita para otros medios como The Saturday Evening Post y The New York Times y escribió varios libros basados en sus experiencias, considerados todo un referente histórico. Falleció en 1946, a los 40 años de edad, en su localidad natal de Chattanooga.

## Obras
- Fear came on Europe. Hamish Hamilton, Londres, 1937.[11]

- Americas to the South. The MacMillan Company, Nueva York, 1939.[12]

- Prelude to World War. A witness from Spain. Foreign Affairs, Vol. 21, n.º 1, octubre de 1942. (Artículo)

- We cannot escape history. The Macmillan Company, Nueva York, 1943.[13]